# Knud Andersen (atlet)
 Der er flere personer med dette navn, se Knud Andersen.
Knud Andersen var en dansk atlet som var medlem af KSG og fra 1932 Sparta i København. Han vandt det danske mesterskab på 110 meter hæk 1933.

## Danske mesterskaber
- Guld 1933 110 meter hæk 15,7
- Sølv 1932 110 meter hæk 16,6
- Bronze 1931 110 meter hæk 16,0
- Sølv 1930 DM 110 meter hæk 15,8
- Sølv 1928 DM 110 meter hæk 16,9